# خانم هاید
خانم هاید (انگلیسی: Madame Hyde) یک فیلم است که در سال ۲۰۱۷ منتشر شد. از بازیگران آن می‌توان به ایزابل هوپر و رومن دوریس اشاره کرد.